# کالج سانتا مونیکا
کالج سانتا مونیکا (به انگلیسی: Santa Monica College) یک کالج عمومی دوساله‌است که در سنتا مونیکا کالیفرنیا قرار دارد. در حال حاضر کالج بیش از ۳۰۰۰۰ دانشجو که در بیش از ۹۰ رشته تحصیلی دارد، ضمناً کالج دارای بیشترین شاگرد خارجی در بین تمام کالج‌های آمریکا است، یعنی حدود ۳۰۰۰ دانشجو از ۱۰۰ کشور مختلف.